# Lista över biskopar i Växjö stift

## Biskopar i Växjö före reformationen
- Sankt Sigfrid 1000-tal (Legend)
- Balduinus (1170)
- Stenar (1180)–(1192)
- Johannes Erengislonis (1205)
- Gregorius (1241)
- Forcondus (1257)
- Ascerus (1261)–1287
- Boetius Haetta 1287–1291
- Magnus (1294)–(1319)
- Boetius (1320)–(1343)
- Thomas Johannis 1344–1376
- Henricus Gödechini 1376–1381
- Petrus Johannis Lodehat 1382–1386
- Hemmingius Laurentii (1388)–(1406)
- Eskillus Thorstani 1408–1426
- Nicolaus Ragvaldi 1426–1438
- Laurentius Michaelis (1440)–(1465)
- Gudmundus Nicolai 1468–(1474)
- Nicolaus Olavi (1475)–(1492)
- Ingmarus Petri 1494–1530

## Biskopar i Växjö under och efter reformationen
Genom riksdagen i Västerås 1527 bröts den men medeltida kyrkans ekonomiska och militära maktställning i  Sverige, något som räknas som inledningen på reformationen. Denna var dock inte som fullt genomförd förrän 1593, då kyrkan  i Sverige genom Uppsala mötes beslut fick en evangelisk-luthersk bekännelse.
- Jonas Boetii 1530–1542
- Nicolaus Canuti 1553–1576
- Andreas Laurentii Björnram 1576–1583
- Nicolaus Stephani 1583–1595
- Petrus Jonæ Angermannus 1595–1630
- Nicolaus Krokius 1632–1646
- Joannes Baazius den äldre 1647–1649
- Johannes Laurentii Stalenus 1649–1651
- Zacharias Lundebergius 1651–1667
- Johannes Rudbeckius den yngre 1667, tillträdde ej
- Johannes Baazius den yngre 1667–1675
- Jonas Johannis Scarinius 1675–1687
- Canutus Hahn 1687, tillträdde ej
- Samuel Wiraenius 1688–1703
- Olof Cavallius 1703–1708
- Zacharias Esberg 1708, tillträdde ej
- David Lund 1711–1729
- Gustaf Adolf Humble 1730–1741
- Eric Alstrin 1742–1748
- Olof Osander 1749–1787
- Olof Wallquist 1787–1800
- Ludvig Mörner 1800–1823
- Esaias Tegnér 1824–1846
- Christopher Isac Heurlin 1847–1860
- Henrik Gustaf Hultman 1860–1879
- Johan Andersson 1879–1894
- N.J.O.H. Lindström 1894–1916
- Ludvig Lindberg 1917–1928
- Edgar Reuterskiöld 1928–1932
- Sam Stadener 1933–1937
- Yngve Brilioth 1938–1950
- Elis Malmeström 1950–1962
- David Lindquist 1962–1970
- Olof Sundby 1970–1972
- Sven Lindegård 1973–1991
- Jan Arvid Hellström 1991–1994
- Anders Wejryd 1995–2006
- Sven Thidevall 2006-2010
- Jan-Olof Johansson 2010-2015
- Fredrik Modéus 2015-